# Канін Ніс

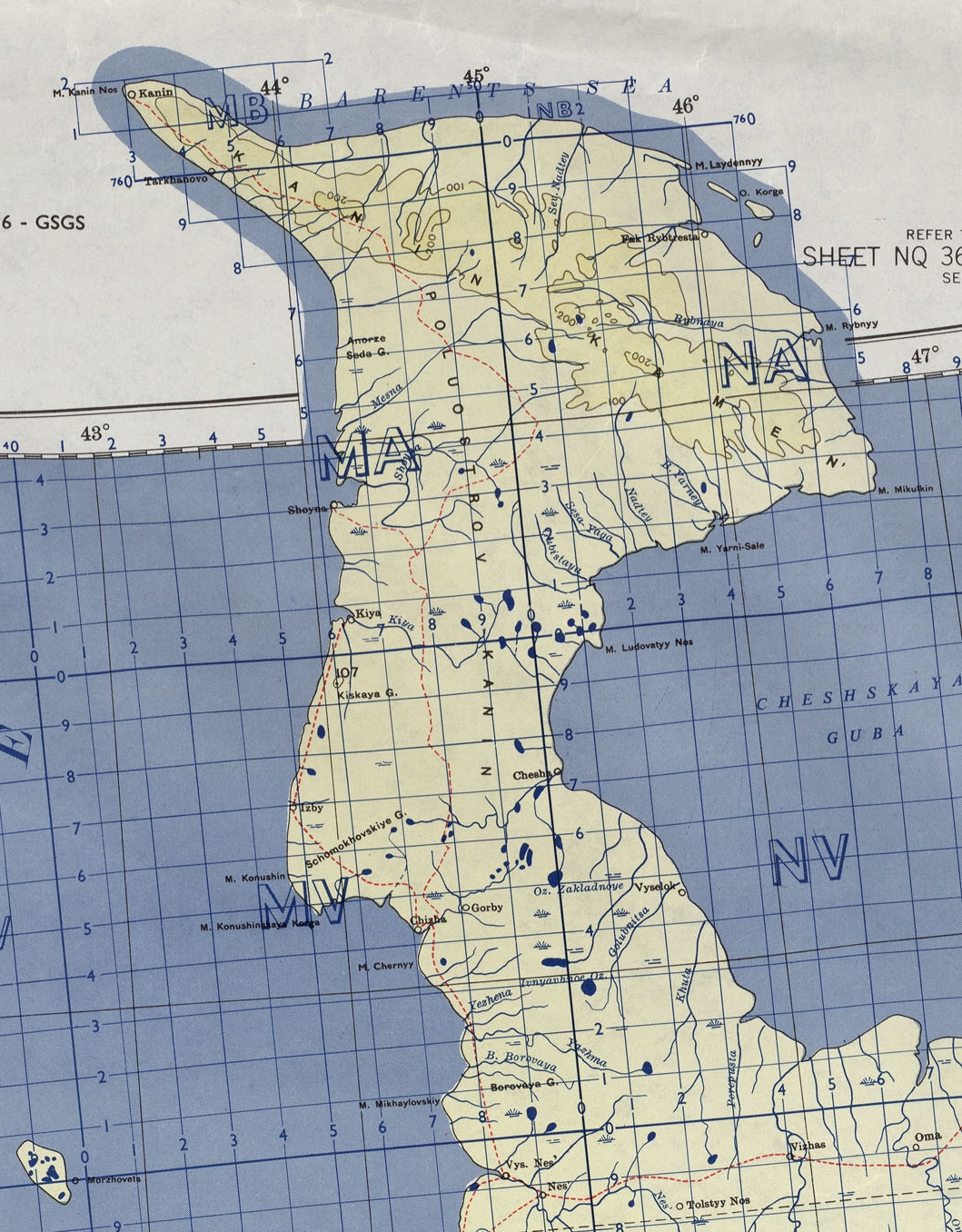
Канін Ніс — крайня точка півострова Канін

68°40′00″ пн. ш. 43°17′00″ сх. д. / 68.66667° пн. ш. 43.28333° сх. д.
Канін Ніс — мис, розташований на північно-західній частині півострова Канін, в Ненецькому автономному окрузі Архангельської області (північ Європейської частини Росії). Характеризується крутими і урвистими схилами. Висота 15-20 м. Омивається з південного заходу Білим морем, з північного сходу — Баренцовим морем.
Рослинність — типова тундрова. Господарка — оленярство.
На мисі ведуться метеорологічні спостереження — тут розташована метеостанція. Також на мисі знаходиться маяк, збудований ще у 1915 році.

## Клімат
Найхолодніші місяці — січень і лютий, найтепліші — липень і серпень.
- Середньорічна температура повітря — −0,5 °C
- Середня швидкість вітру — 7,4 м/с
- Відносна вологість повітря — 87 %

| Клімат Каніного носа           | Клімат Каніного носа | Клімат Каніного носа | Клімат Каніного носа | Клімат Каніного носа | Клімат Каніного носа | Клімат Каніного носа | Клімат Каніного носа | Клімат Каніного носа | Клімат Каніного носа | Клімат Каніного носа | Клімат Каніного носа | Клімат Каніного носа | Клімат Каніного носа |
| Показник                       | Січ.                 | Лют.                 | Бер.                 | Квіт.                | Трав.                | Черв.                | Лип.                 | Серп.                | Вер.                 | Жовт.                | Лист.                | Груд.                | Рік                  |
| Абсолютний максимум, °C        | 3,4                  | 2,0                  | 2,3                  | 8,4                  | 19,0                 | 25,5                 | 30,0                 | 25,0                 | 20,0                 | 11,1                 | 8,9                  | 5,0                  | 30,0                 |
| Середній максимум, °C          | −6                   | −6,8                 | −5                   | −2,4                 | 1,6                  | 7,7                  | 12,0                 | 10,6                 | 7,9                  | 3,6                  | −0,5                 | −3,5                 | 1,6                  |
| Середня температура, °C        | −8,5                 | −9                   | −6,9                 | −4,5                 | −0,4                 | 4,9                  | 9,0                  | 8,5                  | 6,2                  | 2,3                  | −2,1                 | −5,3                 | −0,5                 |
| Середній мінімум, °C           | −10,7                | −11,4                | −9,2                 | −6,4                 | −1,9                 | 2,8                  | 6,8                  | 6,8                  | 4,7                  | 0,8                  | −3,9                 | −7,6                 | −2,4                 |
| Абсолютний мінімум, °C         | −31,7                | −32,8                | −28                  | −22,2                | −17,2                | −5                   | −3,2                 | 0,0                  | −2,8                 | −12,2                | −22,2                | −29                  | −32,8                |
| Норма опадів, мм               | 41                   | 30                   | 29                   | 22                   | 22                   | 31                   | 37                   | 46                   | 46                   | 51                   | 39                   | 42                   | 436                  |
| Днів з дощем                   | 1                    | 1                    | 1                    | 2                    | 6                    | 12                   | 15                   | 17                   | 19                   | 15                   | 7                    | 3                    | 99                   |
| ------------------------------ | -------------------- | -------------------- | -------------------- | -------------------- | -------------------- | -------------------- | -------------------- | -------------------- | -------------------- | -------------------- | -------------------- | -------------------- | -------------------- |
| Джерело: ПОГОДА в Канином Носе |                      |                      |                      |                      |                      |                      |                      |                      |                      |                      |                      |                      |                      |

## В культурі
|                                           | — І ви цим човником пропливли через море триста миль? — здивувався начальник наукової станції. — Так що ж такого,— усміхнувся Володя.— Ми йшли морем від Кемі до Каніна Носа. Там взяли бензину і пройшли в Бєлужу Губу на Новій Землі. Відтіля в Руську гавань. А триста миль тільки від Руської гавані до вас. |
| — Микола Трублаїні, Хатина на кризі, 1934 | |